# Léon de Tinseau
Antoine Joseph Léon de Tinseau, né à Autun en Saône-et-Loire le 20 avril 1842 et mort le 24 décembre 1921 à Paris 8e, est un écrivain français du XIXe siècle. 

## Biographie
Fils d’Antoine Catherine Alphonse de Tinseau, propriétaire et Luce Christine Antoinette de Thy, il appartient à une famille de Franche-Comté anoblie en 1568.
Après ses études de droit, Léon de Tinseau embrassa d’abord, sous le Second Empire, la carrière administrative. Il fut ensuite, durant la période de transition puis sous la IIIème République, nommé sous-préfet de Guingamp (Côtes-du-Nord) le 23 août 1871 ; de Saint-Jean-d'Angély (Charente-Inférieure) le 23 août 1873 ; de Nontron (Dordogne) le 22 février 1877 ; de Mortain (Manche) le 30 décembre 1877 ; et de Châteaudun (Eure-et-Loir) le 25 juillet 1878. Il quitta la carrière préfectorale à ce poste, abandonnant ses fonctions en janvier 1880.
Il entra alors l'année suivante au conseil d'administration des Messageries fluviales de Cochinchine dont il fut d'ailleurs président quelque temps. C'est d'ailleurs le fondateur des Messageries fluviales de Cochinchine Jules Rueff (1853-1907) qui lui remit les insignes de chevalier de la Légion d’honneur (obtenues par décret du 14 décembre 1900) le 18 janvier 1901.
Dans le même temps Tinseau entama une carrière d'écrivain, publiant son premier roman en 1882. Cet aristocrate fut un romancier mondain parisien qui connut un certain succès. Il fréquentait assidument les cercles littéraires et publia quasiment toutes ses œuvres (une quarantaine de romans et nouvelles et deux récits de voyages) chez l'éditeur Calmann-Lévy.
Il a aussi collaboré aux grandes revues littéraires (La Nouvelle Revue, Le Correspondant, la Revue Bleue et L'Illustration) et fut un grand voyageur.
Il meurt en son domicile du 21 rue de Vienne, et est inhumé au cimetière du Père-Lachaise (825e division).

## Œuvres
- Robert d’Épirieu. E. Lalouette, 1882, illustré par François Alexandre Alfred Gérardin ; réédition chez Calmann-Lévy en 1886
- Alain de Kérisel. Ollendorff, 1883
- La meilleure part. Calmann-Lévy, 1884
- L’attelage de la marquise - Le secret de l’abbé Césaire - Comment on devient Pacha. Calmann-Lévy, 1885
- Madame Villeféron jeune. Calmann-Lévy, 1886
- Montescourt. Calmann-Lévy, 1887
- Dernière campagne. Calmann-Lévy, 1887
- Charme rompu. Calmann-Lévy, 1888
- Ma cousine Pot-au-Feu. Calmann-Lévy, 1888 ; édition illustrée chez le même éditeur par Paul Destez en 1893
- Bouche close. Calmann-Lévy, 1889
- Sur le seuil. Calmann-Lévy, 1890
- Strass et diamants. Calmann-Lévy, 1890
- Plus fort que la haine. Calmann-Lévy, 1891
- Faut-il aimer ? Calmann-Lévy, 1892
- Mon oncle Alcide. Calmann-Lévy, 1892
- Maître Gratien. Calmann-Lévy, 1893
- Le chemin de Damas. Calmann-Lévy, 1894
- Dette oubliée. Calmann-Lévy, 1895
- Vers l’idéal. Calmann-Lévy, 1896
- Bien folle est qui s’y fie ! Calmann-Lévy, 1896
- Dans la brume. Calmann-Lévy, 1897
- Un nid dans les ruines. Calmann-Lévy, 1898
- Les péchés des autres. Calmann-Lévy, 1899
- Mensonge blanc. Calmann-Lévy, 1900
- Au coin d’une dot. Calmann-Lévy, 1901
- La Chesnardière. Calmann-Lévy, 1901
- La princesse errante. Calmann-Lévy, 1902
- Le secrétaire de Madame la Duchesse. Calmann-Lévy, 1903
- La valise diplomatique. Calmann-Lévy, 1904
- Les étourderies de la Chanoinesse. Calmann-Lévy, 1905
- La clef de la vie. Calmann-Lévy, 1907
- Le Port d’Attache. Calmann-Lévy, 1908
- Sur les deux rives. Calmann-Lévy, 1909
- Les deux consciences. Calmann-Lévy, 1910
- Le finale de la symphonie. Calmann-Lévy, 1911
- Du mouron pour les petits oiseaux [nouvelles]. Calmann-Lévy, 1912
- Le Duc Rollon. Calmann-Lévy, 1913
- La deuxième page. Calmann-Lévy, 1914
- Le Secret de Lady Mary. Calmann-Lévy, 1918
- Les mémoires d’un beau-père. Calmann-Lévy, 1919
- Jeanne la mystérieuse. Calmann-Lévy, 1921
- Récit de voyage : Du Havre à Marseille par l'Amérique et le Japon. Calmann-Lévy, 1891
- Récit de voyage : En Norwège. L. Boulanger, 1893 ; réédition illustrée chez Calmann-Lévy en 1902

## Autres sources
- Voir aussi la lettre de Paul Calmann-Levy pour sa proposition à la croix de chevalier de la Légion d'honneur en Arch. nat. LH/3262, dossier Tinseau (Léon de), 27 mai 1896
- Voir aussi son dossier de Légion d'honneur en Arch. nat. LH/2607, dossier 54